# Melitta americana
Melitta americana är en biart som först beskrevs av Smith 1853.  Melitta americana ingår i släktet blomsterbin, och familjen sommarbin. Inga underarter finns listade i Catalogue of Life.